# Темушев Віктор Миколайович
Віктор Миколайович Темушев (біл. Віктар Мікалаевіч Цемушаў; 4 березня 1975, Бобруйськ, Могилівська область, БРСР — 23 червня 2011, Мінськ, Республіка Білорусь) — білоруський історик, історіограф і картограф. Старший науковий співробітник Інституту історії НАН Білорусі, викладач Білоруського державного університету, кандидат історичних наук.
Народився 4 березня 1975 року в Бобруйську. З дитинства захоплювався історією. У 1992 році закінчив СШ № 2 м Бобруйська Могильовської області. зі срібною медаллю, після чого вступив на історичний факультет Білоруського державного університету в Мінську. Завершив навчання в 1997 році з червоним дипломом. Поступово в магістратуру БГУ в 1997 році, був прикріплений до новоствореної кафедри історії південних і західних слов'ян.
Автор трьох монографій (дві опубліковані посмертно), близько 80 наукових статей і 300 наукових, науково-популярних і навчальних карт.
Помер 23 червня 2011 року в Мінську від раку.